# Federacja Bośni i Hercegowiny
Federacja Bośni i Hercegowiny (Federacija Bosne i Hercegovine, Федерација Босне и Херцеговине) – jedna z dwóch części składowych tworzących Bośnię i Hercegowinę (druga to Republika Serbska). Leży w centralnej części kraju i wzdłuż południowo-zachodniej granicy z Chorwacją. Obecny status Federacji Bośni i Hercegowiny uregulowany jest porozumieniem pokojowym z Dayton, którym zakończyła się wojna domowa w Bośni i Hercegowinie (1992–1995).

## Historia

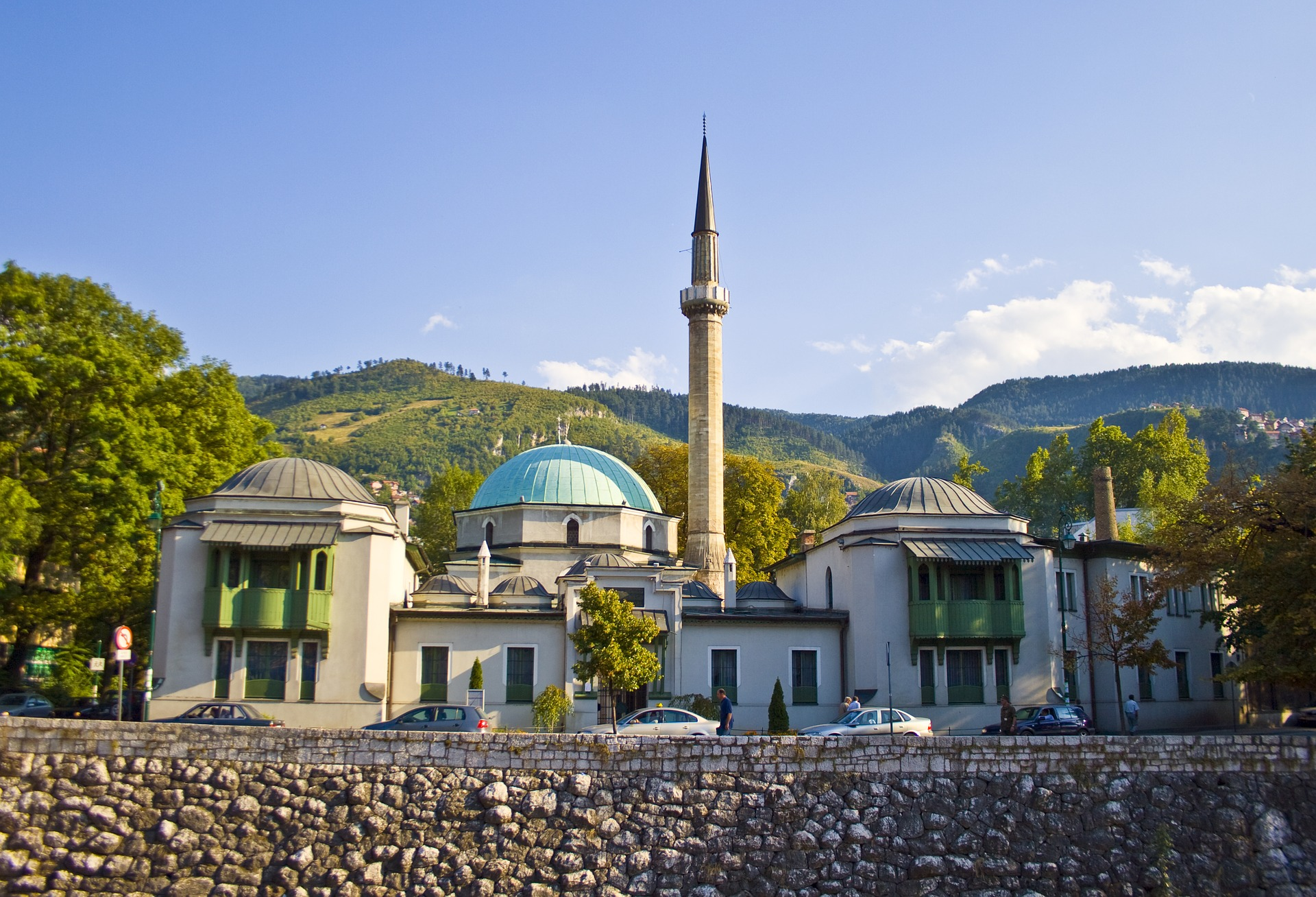
Meczet Cesarski w Sarajewie

W 1992 roku rozpoczęły się walki między Serbami a Muzułmanami i Chorwatami o podział Bośni i Hercegowiny. Mediacja ONZ i Unii Europejskiej oraz obecność wojsk ONZ nie doprowadziły do zaprzestania walk o podział kraju. Spokój przyniosło dopiero porozumienie przywódców stron konfliktu w Dayton (Stany Zjednoczone) w 1995 r. Przy zachowaniu jedności państwowej Bośni i Hercegowiny, utworzono Federację Bośni i Hercegowiny położoną na południowym zachodzie i Republikę Serbską położoną na północnym wschodzie.

Flaga Federacji Bośni i Hercegowiny od 1994 do 2007 roku

## Podział administracyjny

### Kantony
1. Kanton uńsko-sański
2. Kanton posawski
3. Kanton tuzlański
4. Kanton zenicko-dobojski
5. Kanton bośniacko-podriński
6. Kanton środkowobośniacki
7. Kanton hercegowińsko-neretwiański
8. Kanton zachodniohercegowiński
9. Kanton sarajewski
10. Kanton dziesiąty

### Miasta
Niektóre miasta znajdujące się na terenie Federacji:
- Sarajewo
- Bihać
- Mostar
- Zenica
- Tuzla

## Ludność
Grupy etniczne:
- Boszniacy: 72,9%
- Chorwaci: 21,8%
- Serbowie: 4,4%
- inni: 1,0%